# Charles Ier (prince de Liechtenstein)
Pour les articles homonymes, voir Charles Ier.
Charles Ier de Liechtenstein, né en 1569, probablement au château de Valtice en Moravie et mort le 12 février 1627 à Prague, est le premier prince souverain de la maison de Liechtenstein de 1608 jusqu'à sa mort. Chambellan au service de l'archiduc Matthias Ier de Habsbourg et protestant, il se convertit au catholicisme en 1599, avant de devenir maître de la cour de l'empereur Rodolphe II. Élevé au rang de prince du Saint-Empire, il rejoint la Ligue catholique et joue un rôle important dans l'arrestation et l'exécution des insurgents de la révolte de Bohême après leur défaite lors de la bataille de la Montagne-Blanche en 1620.
La maison des princes de Liechtenstein est issue de son frère cadet, Gundakar de Liechtenstein. Le nom même de la lignée émane du château de Liechtenstein, situé au sud de Vienne, en Autriche.

## Biographie
Il est le fils ainé de Hartmann II de Liechtenstein (1544-1585), seigneur de Valtice dans le margraviat de Moravie, et de son épouse Anna Maria (1547-1601), fille de Charles Ier, comte du Saint-Empire (Reichsgraf) d'Ortenburg. Il est le frère aîné de Maximilien Ier (1578-1645) et de Gundakar de Liechtenstein (1580-1658).
Fidèle du futur empereur Ferdinand II il est nommé prince du Saint-Empire en 1608. Cette dignité est déclarée héréditaire en 1620. Nommé duc d'Opava en 1614. Après la bataille de la Montagne Blanche le 8 novembre 1620, Charles Ier de Liechtenstein se voit attribuer en 1622 par Ferdinand II le duché de Jägerndorf confisqué aux électeurs de Brandebourg la même année. Il meurt en 1627 et laisse un fils et successeur, Charles-Eusèbe de Liechtenstein.